# Victor Pinchuk
Victor Mykhailovych Pinchuk (tiếng Ukraina: Віктор Михайлович Пінчук, Viktor Mykhailovych Pinchuk; sinh ngày 14 tháng 12 năm 1960) là một doanh nhân và nhà tài phiệt người Ukraina. Tính đến tháng 1 năm 2016, tạp chí Forbes đã xếp ông ở vị trí thứ 1.250 trong danh sách những người giàu nhất thế giới, với khối tài sản 1,44 tỷ USD.
Pinchuk là người sáng lập EastOne Group LLC, một công ty tư vấn tài chính, tài trợ dự án và đầu tư quốc tế có trụ sở tại London, và Interpipe Group, một trong những nhà sản xuất ống, bánh xe và thép hàng đầu Ukraina. Pinchuk là chủ sở hữu của bốn kênh truyền hình và một tờ báo lá cải nổi tiếng là Fakty i Kommentarii. Ông là thành viên của quốc hội Ukraina Verkhovna Rada trong hai nhiệm kỳ liên tiếp từ 1998 đến 2006. Ông kết hôn với Olena Pinchuk, con gái của cựu Tổng thống Ukraina Leonid Kuchma.

## Thời thơ ấu
Pinchuk sinh năm 1960 tại Kyiv, cha mẹ ông là người Do Thái và đã chuyển đến thành phố công nghiệp Dnipropetrovsk. Năm 1987, ông tốt nghiệp Học viện Luyện kim Dnipropetrovsk với bằng tiến sĩ kỹ thuật công nghiệp.

## Sự nghiệp
Năm 1990, ông thành lập Công ty Interpipe trên cơ sở những sáng chế đã được cấp bằng của mình, được các nhà máy luyện kim hàng đầu ở Liên Xô áp dụng.
Interpipe là nhà sản xuất lớn các loại ống liền mạch và bánh xe đường sắt. Năm 2004, Pinchuk và Rinat Akhmetov, hai trong số những người giàu nhất Ukraina, đã mua lại nhà máy thép Kryvorizhstal với giá khoảng 800 USD. triệu. Tổng thống khi đó là Leonid Kuchma, bố vợ của Pinchuk, đã cho phép việc bán tài sản của nhà nước, việc này đã bị các đối thủ cạnh tranh phàn nàn là thấp hơn nhiều so với giá thị trường. Sau đó, chính phủ đầu tiên của Yulia Tymoshenko đã đảo ngược việc mua bán này và tổ chức một cuộc đấu giá lặp lại trên truyền hình toàn quốc thu về 4,8 tỷ USD. Năm 2006, Pinchuk thành lập công ty tư vấn đầu tư EastOne. Danh mục đầu tư của công ty bao gồm các tài sản công nghiệp như sản xuất ống dẫn, bánh xe ô tô, thép và hợp kim đặc biệt, máy móc cũng như phương tiện truyền thông.
Pinchuk là thành viên của Quốc hội Ukraina từ năm 1998 đến năm 2006 thuộc Đảng Lao động Ukraina. Ông rời bỏ chính trường sau khi đi đến kết luận rằng Ukraina đã đạt đến mức độ phát triển mà kinh doanh và chính trị cần được tách biệt.
Pinchuk là thành viên Hội đồng quản trị của Viện Kinh tế Quốc tế Peterson, Hội đồng Cố vấn Quốc tế của Viện Brookings và Ban Cố vấn Doanh nghiệp của Liên minh Kinh doanh Toàn cầu chống lại HIV/AIDS, bệnh lao và sốt rét. Pinchuk nắm giữ cổ phần của VS Energy International Ukraine cùng với Mikhail Spektor và Igor Kolomoisky.

### Thúc đẩy Ukraine gia nhập Liên minh châu Âu
Năm 2004, Pinchuk thành lập Chiến lược châu Âu Yalta, một tổ chức quốc tế độc lập nhằm thúc đẩy Ukraina gia nhập Liên minh châu Âu. Hội nghị thường niên diễn ra vào mùa hè tại Yalta là một diễn đàn Ukraina-EU để tranh luận và phát triển các khuyến nghị chính sách. Kể từ cuộc khủng hoảng Crimea năm 2014, các cuộc họp này đã diễn ra ở Kiev. Vào tháng 9 năm 2013, Pinchuk và Tony Blair giới thiệu bài phát biểu quan trọng của Hillary Clinton tại hội nghị tại Cung điện Livadia, với sự tham dự của Bill Clinton. Stefan Fule, Paul Krugman, Alexei Kudrin, Shimon Peres, Dominique Strauss-Kahn, Lawrence Summers và các nhà lãnh đạo chính trị và kinh doanh khác đã tham dự. Vào tháng 9 năm 2015, Pinchuk đã quyên góp 150.000 đô la cho Quỹ Donald J. Trump để đổi lấy một đoạn video dài 20 phút của Donald Trump được chiếu tại hội nghị năm đó ở Kyiv. Michael Cohen đã yêu cầu Douglas Schoen lấy khoản quyên góp từ Pinchuk, đây là khoản quyên góp bên ngoài lớn nhất mà Quỹ Trump nhận được trong năm đó.
Năm 2015, Pinchuk thúc đẩy mối quan hệ chặt chẽ hơn giữa Ukraina và EU. Ông là người tham gia tích cực vào Diễn đàn Kinh tế Thế giới tại Davos.

## Đời tư và tài sản
Victor Pinchuk đã kết hôn với Olena Pinchuk, con gái của tổng thống thứ hai của Ukraina, Leonid Kuchma. Olena Pinchuk điều hành Quỹ ANTIAIDS, tập trung vào công tác phòng ngừa, phân phối retrovirus và chăm sóc người mắc bệnh AIDS ở Ukraina. Cô và Pinchuk là bạn của ca sĩ Elton John và cựu Tổng thống Mỹ Bill Clinton, người mà Pinchuk đã tham dự bữa tiệc sinh nhật lần thứ 65 tại Los Angeles. Victor Pinchuk có ba con gái và một con trai.
Forbes xếp ông ở vị trí thứ 1.250 trong danh sách những người giàu nhất thế giới năm 2016, với khối tài sản 1,44 USD tỷ. Pinchuk được liệt kê là một trong "2010 Time 100 - Những người có ảnh hưởng nhất thế giới" trên Tạp chí Time. Ông được xếp hạng thứ 38 trong bảng xếp hạng Power 100 năm 2013 của tạp chí ArtReview về những người trong lĩnh vực nghệ thuật đương đại.

## Hoạt động từ thiện
Pinchuk đã hỗ trợ các dự án từ thiện ở Ukraina. Năm 2006, ông hợp nhất các hoạt động này thành Quỹ Victor Pinchuk, tính đến năm 2013 được coi là quỹ từ thiện tư nhân lớn nhất Ukraina. Quỹ này hoạt động trong các lĩnh vực y tế, giáo dục, văn hóa, quan hệ quốc tế, nhân quyền và cộng đồng địa phương.